# Формалистская теория кино
Формалистская теория кино — это теория кино, которая концентрирует внимание на формальных или технических элементах фильма: т.е. освещение, озвучивание, звук и сценография, цветовое решение, композиция кадра и монтаж. На сегодняшний день это преобладающая теория изучения кино.

## Общие положения
Формализм в его наиболее общей форме рассматривает синтез (или отсутствие синтеза) многочисленных элементов кинопроизводства, эмоциональные и интеллектуальные эффекты, которые производят этот синтез или отдельные элементы. Для примера можно взять элемент монтажа: формалист может изучать как стандартный голливудский «линейный монтаж» (англ. continuity editing), который создает более спокойный эффект, так и  прерывистый, или «джамп-кат» (англ. jump cut), который может стать более обескураживающим и волнующим в глазах зрителя.
Также фильм можно рассматривать как синтез нескольких элементов, таких как монтаж, композиция кадров и музыка. Перестрелка, которой заканчивается «долларовая трилогия» спагетти-вестернов Серджо Леоне является ярким примером того, как эти элементы работают вместе, производя необходимый режиссеру эффект. По мере развития эпизода, планы сменяются от наиболее общих до крупных и напряженных, длина монтажных кадров сокращается по мере развития эпизода, музыка выстраивает напряженную картину. Все эти элементы, работая вместе, создают напряженность эффективнее, чем по отдельности.
Формализм уникален в том, что он охватывает как идеологический, так и авторский аспект кинокритики.  В обоих случаях общим знаменателем для формалистской кинокритики является стиль. Идеологи сосредотачиваются на том, как социально-экономические процессы воздействуют на формирование определенного стиля; в свою очередь, сторонники авторской теории концентрируются на том, как режиссер привносит свой отпечаток в материал. В первую очередь формализм исследует стиль и то, как он взаимодействует с идеями, эмоциями и темами (в отличие от критиков формализма, которые подчеркивают темы самого произведения).

## Идеологический формализм
Два примера идеологических интерпретаций, которые имеют отношение к формализму:
Классическое голливудское кино имеет очень специфический стиль, иногда называемый IMR (англ. Institutional Mode of Representation): линейный монтаж, большой масштаб, трех-точечное освещение (англ. Three-point lighting), музыка, формирующая настроение, рассасывание. Все это сделано специально, чтобы сделать опыт просматривания фильма максимально приятным для зрителя. Идеологическое объяснение социально-экономического аспекта подобного стиля достаточно очевидно - Голливуд хочет заработать как можно больше денег на своих фильмах, обращаясь к максимально большому количеству потребителей.
Фильм-нуар, или «черный фильм», получивший свое название от французского критика Нино Франка, обычно связывается с ухудшением экономической обстановки. В нем используются более темные изображения, «Голландский угол», затемненные сцены, общие положения нигилизма. Обычно это считается следствием того, что режиссеры (а также и зрители) в годы войны и в послевоенные годы были настроены более пессимистично. Кроме того, немецкие экспрессионисты (включая Фрица Ланга, который не был экспрессионистом, как принято считать), которые эмигрировали в Америку, привезли свои стилизованные эффекты освещения (и послевоенное разочарование) на американскую землю.
При таком подходе можно утверждать, что стиль, или «язык» этих фильмов, напрямую зависит не от индивидуального взгляда, но от социальных, экономических и политических аспектов, о которых сами создатели фильма могут и не знать. Именно это ответвление кинокритики дает нам представление о таких категориях, как классическое голливудское кино, американское независимое движение, новое американское независимое движение, Новое «квир» кино и французская, немецкая и чешская новые волны.

## Формализм в авторской теории
Если идеологический подход касается общих движений и воздействий окружающего мира на режиссера, то авторская теория напротив, рассматривает индивидуальные черты в личности режиссера, отмечая, как его/ее личные решения, мысли и стиль находят свое отражение в кинолентах.
Это ответвление кинокритики, начало которому было положено Франсуа Трюффо и другими молодыми критиками, пишущими для Cahiers du cinéma, было создано по двум причинам.
Во-первых, оно было создано для того, чтобы реабилитировать киноискусство как таковое. Утверждая, что у фильмов есть режиссеры, или авторы, Трюффо стремился сделать фильмы (и их создателей) не менее важными, чем более признанные формы искусства, такие как литература, музыка и живопись. Критика  каждой из этих форм в первую очередь касается личности автора: автора литературного произведения (но не его редактора или наборщика), композитора музыкального произведения (хотя иногда исполнителям оказывают не меньшее доверие, чем актерам кино сегодня) или художника, нарисовавшего фреску (но не его помощников, которые смешивают краски и нередко сами рисуют части произведения). Придавая режиссеру (но не сценаристу) не менее важный статус, чем статус писателя, композитора или художника, авторская теория стремилась освободить кинематограф от популярной концепции бастарда в мире искусства (англ. bastard art), который находится где-то между театром и литературой.
Во-вторых, этот подход стремился реабилитировать многих режиссеров на которых ведущие кинокритики смотрели свысока. Велись споры о том, что жанровые режиссеры и малобюджетные фильмы категории «Б» не менее, если не более важны, чем престижные картины, которые обычно намного сильнее освещаются в прессе и пользуются большим признанием во Франции и в США. Согласно теории Трюффо, кинорежиссеры берут материал согласно своему таланту – триллер, сочный боевик или драма – и через свой личный стиль оставляют на нем свой собственный штамп.
Таким образом, формализм исследует этот авторский стиль.
Прекрасным примером формалистской кинокритики будет работа Альфреда Хичкока. Хичкок снимал преимущественно триллеры, которые, по словам Кайе дю синема, были популярны у публики, однако были отвергнуты критиками и кинопремиями, хотя фильм "Ребекка"  выиграл «Оскар» за лучший фильм в 1940 году. Несмотря на то, что Хичкок никогда не выигрывал Оскар в категории «лучший режиссер», он был пять раз номинирован на эту премию. Трюффо и его коллеги утверждали, что у Хичкока был не менее особенный стиль, чем у Флобера или Ван Гога: виртуозный монтаж, лирические движения камеры, чудной юмор. Трюффо называл некоторые темы «Хичкоковскими»: неправильный человек неверно обвинен, насилие, которое возникает тогда, когда его меньше всего ждут, «холодная» блондинка. Сейчас Хичкок более или менее получил признание, его фильмы разобраны в мельчайших подробностях, его работа почитается как работа мастера. Изучение этого стиля, его вариаций и навязчивых идей происходит именно под эгидой формалисткой теории кино.